# Kevin Hernández (futbolista)
No confundir con el actor Kevin Hernandez.
Kevin Vance Hernández Kirkconnell (Guanaja, Islas de la Bahía, Honduras, 21 de diciembre de 1985) es un exfutbolista hondureño. Jugaba de guardameta.

## Clubes
| Club              | País     | Año         |
| ----------------- | -------- | ----------- |
| Victoria          | Honduras | 2003 - 2008 |
| Bella Vista       | Uruguay  | 2008        |
| Central Español   | Uruguay  | 2009        |
| Real España       | Honduras | 2009 - 2018 |
| Platense          | Honduras | 2019        |
| Honduras Progreso | Honduras | 2019 - 2022 |

## Participaciones internacionales

### Copa Centroamericana
| Copa Centroamericana      | Sede           | Resultado    |
| ------------------------- | -------------- | ------------ |
| Copa Centroamericana 2013 | Costa Rica     | Subcampeón   |
| Copa Centroamericana 2014 | Estados Unidos | Quinto lugar |

### Juegos Olímpicos
| Juegos Olímpicos               | Sede  | Resultado    |
| ------------------------------ | ----- | ------------ |
| Juegos Olímpicos de Pekín 2008 | China | Primera Fase |

## Palmarés

### Campeonatos nacionales
| Título                    | Club        | País     | Año  |
| ------------------------- | ----------- | -------- | ---- |
| Liga Nacional de Honduras | Real España | Honduras | 2010 |
| Liga Nacional de Honduras | Real España | Honduras | 2013 |
| Liga Nacional de Honduras | Real España | Honduras | 2017 |